# Krasznojarszk
Krasznojarszk (oroszul Красноярск) város Oroszország ázsiai részén, Szibériában, a transzszibériai vasútvonal 4098. kilométerénél, a Jenyiszej partján.  A Magyarországnál 25-ször nagyobb Krasznojarszki határterület központja, Szibéria harmadik legnagyobb városa. A transzszibériai vasútvonal fontos állomása és Oroszország egyik legnagyobb alumínium-előállítója. Építészete figyelemre méltó, Anton Csehov Szibéria leggyönyörűbb városának tartotta.

## Földrajza
A város teljes területe, beleértve a külvárosokat és a folyót, 348 négyzetkilométer. Az átlagos januári középhőmérséklet -15,6 °C, júliusban 18,5 °C.

## Története
1628-ban a Jenyiszej-menti kirgizek támadásai elleni védelem megerősítésére Andrej Dubenszkij kozák atamán építtetett cölöpvárat a Jenyiszej partján. Ezt az erődítményt  Красный Яр-nak (Vörös-partnak) nevezték el. A település 1690-ben kapott városi jogokat, és ekkor lett hivatalos neve Krasznojarszk.
Krasznojarszk fejlődése valójában csak 1740-et követően kezdődött el, amikor elérte a várost a Moszkvából induló Szibériai útvonal (a mai M53 út). A fellendülés tovább erősödött a közeli aranybányák felfedezése és az 1895-ben megépült vasútvonal nyomán. 1822. január 26-án kapott városi rangot.
A 19. században Krasznojarszk a szibériai kozákság központja volt. I. Miklós cár Krasznojarszkba száműzte a dekabrista felkelés legtöbb résztvevőjét. Az ide száműzött dekabristák nagy része soha nem tért vissza Európába.
Az ipar fejlődése Krasznojarszkban a Transzszibériai vasútvonal megnyitását követően kezdődött. A vasútvonal legjelentősebb műtárgya az 1899-ben a városnál épült vasúti híd.
1934-ben alakul ki Oroszország második legnagyobb közigazgatási területe, a Krasznojarszki határterület, ennek központja a város.
A második világháború alatt több tucat gyárat evakuáltak Ukrajnából és Nyugat-Oroszországból Krasznojarszkba és a közeli településekre, ez további ipari növekedésre ösztönözte a várost. A háború után további jelentős ipari létesítmények épültek, úgymint alumínium-üzemek, kohászati üzemek, nemesfém-feldolgozók és mások.
Az 1970-es években a Szovjetunió egy többfázisú radarállomás építésébe kezdett Abalakovónál, Krasznojarszk közelében, ez sértette az ABM szerződést. 1983 elején az Egyesült Államok követelte megszüntetését. A Szovjetunió 1989-ben ismerte el a radarállomás létezését. A felszerelést idővel eltávolították és a leszerelést 1992-ben hivatalosan is bejelentették. De feltételezik, hogy a berendezést csak új helyszínre költöztették: Komszomolszk-na-Amure közelébe.
A Szovjetunió felbomlását követően megkezdődött a privatizáció. Sok jelentős vállalat és gyár, mint például a krasznojarszki alumíniumüzem vált oligarchiák és feltételezett bűnszövetkezetek tulajdonává[forrás?], míg másokat a fizetésképtelenség nyomán felszámoltak. A gazdasági átalakulás eredményeként megnőtt a munkanélküliség, sztrájkokra került sor.

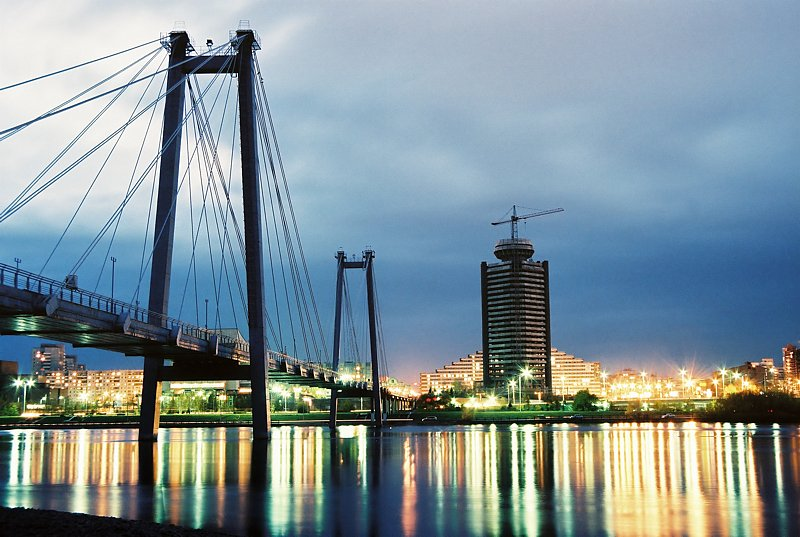
Krasznojarszk a Jenyiszej folyó felől

A város legjelentősebb pénzügyi botránya az 1990-es évek második felében történt, ekkor a Krasznojarszki Alumínium Üzem egy ismert üzletemberének, Anatolij Bikovnak tulajdonjogát törölték, miután azzal vádolták meg, hogy megölette partnerét, Vilor Sztruganovot.[forrás?] A vádról végül kiderült, hogy hamis.
Pjotr Pimaskov 1996-os polgármesterré választását követően a városkép fokozatos javulást mutat. A régi történelmi épületeket helyreállították. Az aszfaltjárdák burkolatát kővel cserélték fel, számos teret és pihenőparkot helyreállítottak, ill. újakat is építettek.

## Gazdasága
A városban 2007. július 1-jével betiltották a szerencsejátékokat.

## Lakossága
948 500 fő (2009); 973 826 fő (a 2010. évi népszámláláskor), melyből 861 855 orosz, 9610 ukrán, 9466 tatár, 7039 azeri, 6714 örmény, 6274 kirgiz, 4310 tadzsik, 4266 üzbég, 4101 német, 3325 fehérorosz.

## Híres emberek
- Itt született Juz Aleskovszkij (1929–2022) orosz író, költő, dalszerző, énekes, 1979-ben az Egyesült Államokba emigrált, továbbá
- Dmitrij Hvorosztovszkij (1962–2017) világhírű, bariton operaénekes, akit az Elle magazin "az opera Elvis Presley-jének" nevezett el, és akiről szülővárosában zeneiskolát és zenei fesztivált neveztek el.